# Bandeira da Organização Mundial da Saúde
A bandeira da Organização Mundial da Saúde é um dos símbolos oficiais da OMS.

## Características
Seu desenho consiste em um retângulo de cor azul em cujo centro está o emblema da organização. A parte do emblema coincidente com o emblema da ONU é branca e o bastão de Asclépio e a serpente na cor ouro. 

## Simbolismo

Bordão de Asclépio

As cores azul celeste e branco, que são as predominantes da bandeira, são as cores tradicionais das Nações Unidas. O emblema da OMS é idêntico ao emblema da ONU só que sobreposto pelo bastão de Asclépio que é composto por uma serpente enrolada em um bastão, que é o símbolo de Esculápio (ou Asclépio), o deus romano da medicina e da cura.
O emblema da ONU, por sua vez, consiste numa projeção azimutal equidistante do mapa mundo sem a Antártida, pois a mesma está centrada no Polo Norte. Esse desenho representa os povos do mundo. Finalmente, é rodeada de ramos de oliveira, um símbolo universal de paz.

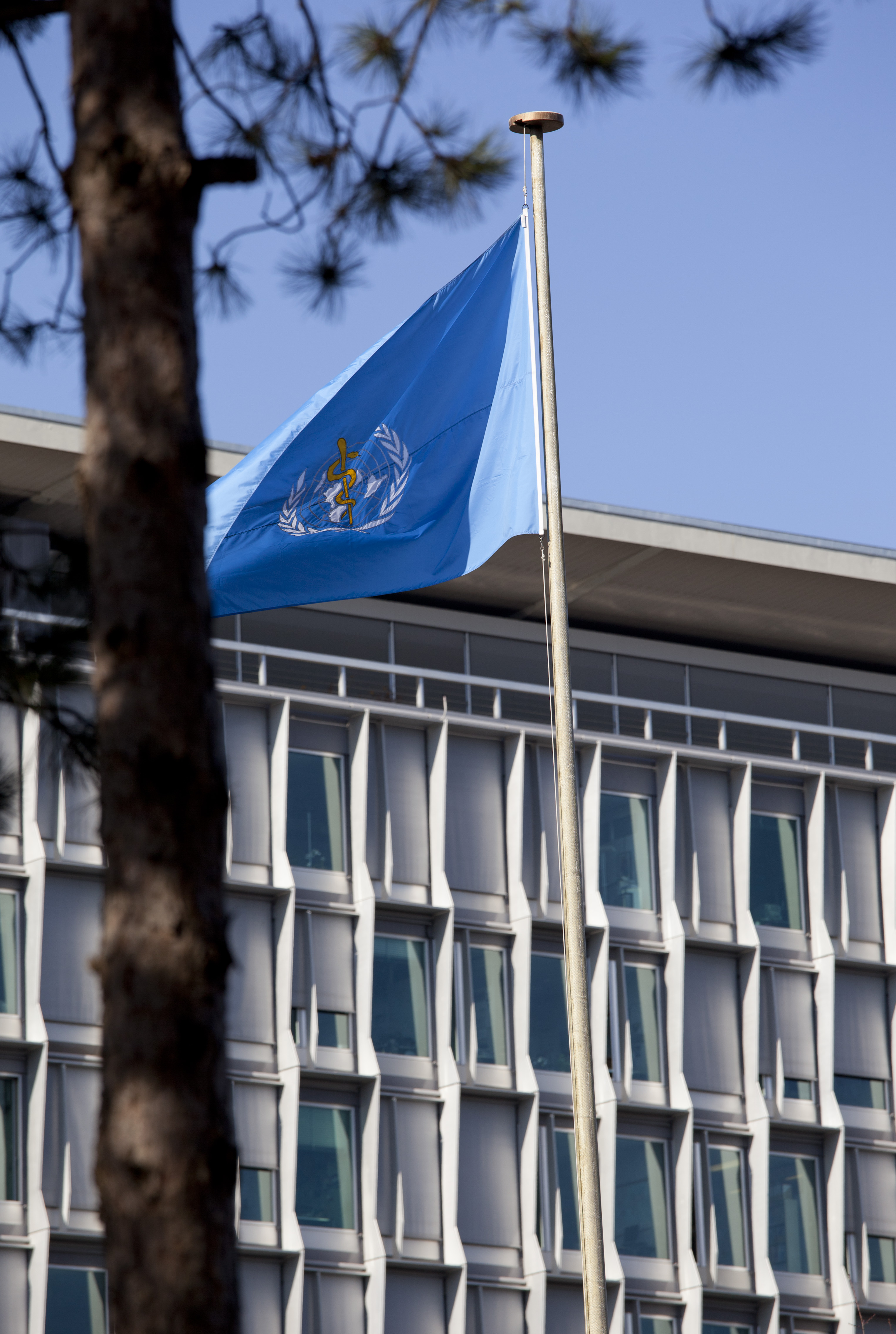
Bandeira da OMS hasteada em sua sede, em Genebra, na Suíça

Segundo publicação da própria OMS, "o bastão com a cobra é há muito um símbolo da medicina e da profissão médica. Origina-se da história de Asclépio, que era reverenciado pelos antigos gregos como um deus da cura e cujo culto envolvia o uso de cobras. Asclépio, aliás, teve tanto sucesso em salvar vidas que, diz a lenda, Hades, o deus do submundo, reclamou dele para o deus supremo Zeus que, temendo que o curandeiro pudesse tornar os humanos imortais, matou Asclépio com um raio".

## Usos
Uma bandeira da OMS pode ser obtida mediante solicitação ao oficial responsável pela OMS e só pode ser solicitada para uso temporário pelos Centros Colaboradores da OMS (WHO Collaborating Centre) e em ocasiões específicas, desde que seja exibido em conformidade com o Código de Bandeira da OMS e Regulamentos, que são enviado junto com a bandeira. Uma dessas ocasiões é, por exemplo, no Dia Mundial da Saúde, comemorado em 7 de abril, que é a data de fundação da organização.
Após o uso, a bandeira deve ser devolvida imediatamente à Organização.